# اتاق‌لی (دامال)
اتاق‌لی (به ترکی استانبولی: Otağlı) یک منطقهٔ مسکونی در ترکیه است که در دامال واقع شده‌است.